# جوش شوكلي
جوش شوكلي (بالإنجليزية: Josh Shockley) هو فنان قتال مختلط أمريكي، ولد في 15 نوفمبر 1989 في فالبارايسو في الولايات المتحدة.

## وصلات خارجية
- جوش شوكلي على موقع يو إف سي (الإنجليزية)
- جوش شوكلي على موقع بيلاتور (الإنجليزية)
- جوش شوكلي على موقع شيردوغ (الإنجليزية)
- جوش شوكلي على موقع IMDb (الإنجليزية)